# Cotul Morii
Cotul Morii è un comune della Moldavia situato nel distretto di Hîncești di 2.299 abitanti al censimento del 2004

## Località
Il comune è formato dall'insieme delle seguenti località (popolazione 2004):
- Cotul Morii (1.680 abitanti)
- Sărăteni (619 abitanti)